# Il ballo della vita
Il ballo della vita — дебютний студійний альбом італійського гурту Måneskin, представлений 26 жовтня 2018 року під лейблами Sony та RCA. Платівка очолила італійський чарт альбомів, потрапила до топ-20 європейських музичних чартів і отримала платинову сертифікацію від FIMI.

## Список пісень
| #     | Назва                            | Тривалість |
| ----- | -------------------------------- | ---------- |
| 1.    | «New Song»                       | 3:33       |
| 2.    | «Torna a casa»                   | 3:50       |
| 3.    | «L'altra dimensione»             | 2:06       |
| 4.    | «Sh*t Blvd»                      | 3:22       |
| 5.    | «Fear for Nobody»                | 2:30       |
| 6.    | «Le parole lontane»              | 3:25       |
| 7.    | «Immortale» (за уч. Vegas Jones) | 2:31       |
| 8.    | «Lasciami stare»                 | 2:49       |
| 9.    | «Are You Ready?»                 | 2:34       |
| 10.   | «Close to the Top»               | 2:18       |
| 11.   | «Niente da dire»                 | 2:36       |
| 12.   | «Morirò da re»                   | 2:37       |
| 34:11 |                                  |            |

## Учасники запису
Måneskin
- Дам'яно Давід (Damiano David) — вокал, аранжування
- Вікторія Де Анджеліс (Victoria De Angelis) — бас-гітара, аранжування
- Томас Раджі (Thomas Raggi) — електрогітара, акустична гітара, резонаторна гітара, аранжування
- Ітан Торкіо (Ethan Torchio) — ударні, перкусія, ударна машина, аранжування

Додаткові музиканти
- Фабріціо Феррагуццо (Fabrizio Ferraguzzo) — аранжування, оркестрування, синтезатор, драм-машина, наколінна сталева гітара
- Енріко Брун (Enrico Brun) — оркестрування, електронний орган (Organo Hammond), синтезатор (Moog), мелотрон, синтезатор (Juno), фортепіано, клавішні (Solina, Farfisa)
- Рікардо Джіба Гібертіні (Riccardo Jeeba Gibertini) — труба, флюгельгорн, тромбон
- Марко Загі (Marco Zaghi) — тенор-саксофон, баритон-саксофон, флейта
- Андреа Ді Чезаре (Andrea Di Cesare) — скрипка, альт
- Маттіа Боскі (Mattia Boschi) — віолончель

Виробництво та дизайн
- Måneskin — продюсування
- Фабріціо Феррагуццо (Fabrizio Ferraguzzo) — продюсування, звукорежисура, мастеринг
- Рікардо Даміан (Riccardo Damian) — запис
- Енріко Ла Фальче (Enrico La Falce) — звукорежисура, мастеринг
- Коррадо Гріллі (Corrado Grilli) — графічний дизайн
- Паоло Сант'Амброджо (Paolo Sant'Ambrogio) — фотографія

## Чарти
| Чарт (2018—2021)                                   | Найвища позиція |
| -------------------------------------------------- | --------------- |
| Австрія Austrian Albums (Ö3 Austria)               | 14              |
| Бельгія Belgian Albums (Ultratop Flanders)         | 7               |
| Бельгія Belgian Albums (Ultratop Wallonia)         | 19              |
| Croatian International Albums (HDU)                | 5               |
| Нідерланди Dutch Albums (MegaCharts)               | 7               |
| Фінляндія Finnish Albums (Suomen virallinen lista) | 5               |
| Німеччина German Albums (Offizielle Top 100)       | 37              |
| Icelandic Albums (Plötutíðindi)                    | 14              |
| Італія Italian Albums (FIMI)                       | 1               |
| Lithuanian Albums (AGATA)                          | 2               |
| Норвегія Norwegian Albums (VG-lista)               | 20              |
| Польща Polish Albums (ZPAV)                        | 9               |
| Іспанія Spanish Albums (PROMUSICAE)                | 35              |
| Швеція Swedish Albums (Sverigetopplistan)          | 27              |
| Швейцарія Swiss Albums (Schweizer Hitparade)       | 15              |

| Чарт (2018)           | Позиція |
| --------------------- | ------- |
| Italian Albums (FIMI) | 5       |

| Чарт (2019)           | Позиція |
| --------------------- | ------- |
| Italian Albums (FIMI) | 27      |

| Чарт (2021)                        | Позиція |
| ---------------------------------- | ------- |
| Austrian Albums (Ö3 Austria)       | 66      |
| Belgian Albums (Ultratop Flanders) | 68      |
| Belgian Albums (Ultratop Wallonia) | 163     |
| Dutch Albums (Album Top 100)       | 96      |
| Italian Albums (FIMI)              | 22      |

| Чарт (2022)               | Позиція |
| ------------------------- | ------- |
| Italian Albums (FIMI)     | 52      |
| Lithuanian Albums (AGATA) | 34      |

## Сертифікації
| Регіон                                                      | Сертифікація  | Продажі |
| ----------------------------------------------------------- | ------------- | ------- |
| Італія (FIMI)                                               | 4× Платиновий | 200 000 |
| продажі+прослуховування, що базуються лише на сертифікаціях |               |         |